# Сер Олександр Фіттон

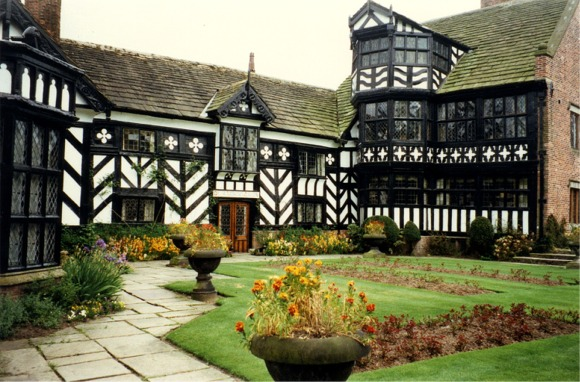
Маєток Ґавсворт-Холл.

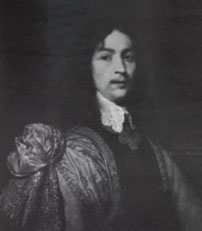
Чарльз Герард (1618 – 1694) – І граф Макклесвілд.

Сер Олександр Фіттон (1630? – 1698) – відомий своїм якобітським титулом барон Ґовворт, був відомим ірландським адвокатом і суддею, отримав і володів посадою лорд-канцлера Ірландії, незважаючи на те, що багато років провів у в'язниці за кримінальні злочини.

## Життєпис

### Походження
Олександр Фіттон був другим сином Вільяма Фітона з Оріса (або Ауна), графство Лімерік, і його дружини Єви Тревор, доньки сера Едварда Тревора з Брінкіналта, Чирк, Денбігшир і Ростревора, графство Даун та його другої дружини Роуз Ашер, дочки Генрі Ашер, архієпископа Арма. Олександр Фіттон був правнуком сера Едварда Фіттона, віце-скарбника Ірландії, що помер у 1579 році. Ірландські Фіттони були молодшою гілкою Фіттонів з Ґовворт-Олд-Холл, Чешир: Олександр був онуком іншого Олександра Фіттона, який був другим сином сера Едварда та його дружини Джейн Мак Браян О’Конор. Судовий процес щодо законного володіння Ґоввортом займав Олександра більшу частину його життя. Пізніше родина його матері отримала титул віконтів Данганнон. 

### Родинні справи
Олександр Фіттон одружився з Енн Джоліфф, донькою Томаса Джоліффа (або Джоллі) з Кофтон-Холлу, Вустершир, і його першої дружини Маргарет Скіннер, і в них залишилася одна дочка, яку також звали Енн. Його дружина була значною спадкоємицею, і завдяки багатству, яке вона принесла йому, Олександр Фіттон незабаром зміг виплатити заставу сімейних маєтків у Лімерику, які він успадкував після смерті свого брата Едварда. Анна померла в 1687 році і була похована в соборі Святого Патріка в Дубліні. Їхня донька приєдналася до батька у вигнанні у Франції. Вона вийшла заміж за капітана Майлза Мак Ґрата і померла в 1700 році. 

### Початок кар’єри
Олександр Фіттон отримав освіту в юридичній школі «Грейс Інн» у 1654 році та в юридичній школі «Іннер Темпл» у 1655 році. Почав працювати адвокатом у 1662 році. Оскільки він майже одразу був втягнутий у справу щодо спадщини Ґовсворт, невідомо, чи він коли-небудь працював адвокатом, що згодом призвело до сумнівів щодо його придатності до посади судді, окрім очевидного заперечення, що він провів більшу частину свого дорослого життя у в’язниці.

### Справа про спадщину Ґовсворт
Сер Едвард Фіттон, ІІ баронет Фіттон з Ґовсворта помер у 1643 році і не мав дітей. У нього було сім сестер, але найближчим спадкоємцем Фіттона чоловічої статі був батько Олександра Вільям, троюрідний брат Едварда. У 1641 році Едвард Фіттон уклав мирову угоду, що спричинила за собою право на користь Вільяма та його спадкоємців чоловічої статі, за умови права його вдови Феліції проживати в Ґовсворті протягом усього її життя. Це було зроблено через палкі протести Чарльза Джерарда, сина старшої сестри Едуарда Пенелопи, яка була найближчим спадкоємцем по крові. Після смерті Едварда Джерарди намагалися утримати Ґовворт силою. Але доля громадянської війни в Англії обернулася на користь родини Фіттон: власні маєтки Джерарда, як переконаного рояліста, були конфісковані, і він покинув Англію близько 1645 року, залишивши Фіттонів у володінні до Реставрації.
До 1662 року Джерард, тепер вже барон Джерард Брендон, повернув інші свої маєтки і мав високу прихильність при дворі короля Англії та Ірландії. Неминуче він подав претензії щодо маєтку Ґовсворт, подавши позов до Канцелярського суду, в якому він продемонстрував заповіт, який нібито склав сер Едвард Фіттон безпосередньо перед смертю, заповідаючи майно Джерарду. Олександр Фіттон замість того, щоб просто покладатися на те, що стало спадкоємцем свого батька, склав акт, який на перший погляд робив угоду з його батьком безповоротною. Після цього Джерард згадав сумнозвісного фальсифікатора Авраама Гоурі Грейнджера, що засвідчив, що підробив документ від імені Фіттона. Суд наказав слідчим з’ясувати факти: вони виявили, що документ справді був підробкою, і хоча Фіттону вдалося домогтися другого слухання в суді Чеширу, результат був той самий. Лорд Джерард належним чином заволодів маєтком Ґовсворт. 
Зараз важко сказати, яка сторона (якщо будь-яка з них) мала юридичну чи моральну рацію: підозріло, що обидві сторони покладалися на документи, про існування яких раніше не було відомо, і цілком можливо, що і заповіт, і акт були підроблені. Фіттон зробив серйозну помилку, опублікувавши брошуру, в якій прямо звинуватив Джерарда у виграші справи шляхом підкупу та погроз свідкам, і включив те, що нібито було зізнанням Грейнджера, що він вчинив неправдиві свідчення. Можливо, Фіттон не знав, що наклеп на аристократа є scandalum magnatum, кримінальним злочином. Палата лордів серйозно підійшла до цього питання: Фіттона оштрафували на 500 фунтів стерлінгів і відправили у в’язницю Королівської лави, доки він взагалі не представить доказів для спростування звинувачень Джерарда проти Фіттона. Враховуючи характер Ґрейнджера, не дивно, що Фіттон так і не використав його, і він цілком міг залишитися у в’язниці довічно. Як це було (хоча дані відрізняються), він, можливо, все ще перебував у в’язниці в 1687 році. Петиція до Палати громад парламенту Англії в 1668 році, яка згадується в «Щоденнику Пепіса», не увінчалася успіхом, як і спроба притягнути до відповідальності Джерарда за лжесвідчення. Зганьблення Джерарда, нині графа Маклсфілда, що підтримав законопроект про виключення та пізніше був підозрюваний у співучасті в повстанні Монмаута, спонукало Фіттона докласти останніх зусиль, щоб повернути маєток Ґовсворт. Його справу було закрито через невиправдану затримку. Однак ця судова епопея змусила нового короля Англії та Ірландії Якова II прихильно подивитися на Фіттона.

### Лорд-канцлер Ірландії
У 1687 році лорд-канцлер Ірландії сер Чарльз Портер висловив застереження щодо політики віротерпимості короля і був відправлений у відставку. У той час як Річард Негл, генеральний прокурор Ірландії, римо-католик, висунув власну претензію на цю посаду, Джеймс був переконаний, що Фіттон, протестант, був би кращим вибором. Фіттон вважав за доцільне все ж прийняти католицтво. Його зарплату було збільшено з 500 фунтів стерлінгів до 1500 фунтів стерлінгів на рік, а також йому було здійснено одноразову виплату 1250 фунтів стерлінгів із фонду секретної служби. Він також був посвячений в лицарі. Як лорд-канцлера його звинувачували в невігластві, упередженості щодо протестантів, хоча деякі історики сумнівалися в точності цих звинувачень. Коли король Англії та Ірландії Яків II прибув до Ірландії, Фіттон очолив патріотичний парламент 1689 року. Йому було надано титул барона  Фіттон з Ґовсворта. Коли король Яків ІІ був розбитий і втік з Ірландії після битви на річці Бойн, Фіттон був призначений лордом-суддею Ірландії та діяв від імені короля за його відсутності. Наступного року він приєднався до короля-вигнанця у Франції, хоча незрозуміло, чи було проти нього якесь судове провадження. Він помер у Сен-Жермені в 1698 році.

## Характер
Фіттона суворо судили як сучасники, так і пізніші історики, особливо Томас Мак Олей, що розкритикував Фіттона, назвавши його «підсадною качкою» без будь-яких юридичних здібностей чи здорового глузду, і непридатним на будь-яку посаду через його ув’язнення за наклеп і сильну підозру в тому, що він винний у підробці документів. Вільям Кінг, архієпископ Дубліна, що знав його особисто, сказав, що Фіттон не міг зрозуміти суті будь-якої складної справи, і тому вирішив їх усі на основі власних упереджень. Однак історик О’Фланаган, писав в 1870 році, дотримувався більш позитивної точки зору, заявивши, що він перевірив судові укази Фіттона і не знайшов у них доказів невігластва чи недієздатності. Навпаки, вони виглядали як робота досвідченого справедливого судді зі справедливості. Щодо звинувачення у підробці, то є точка зору, що Джерард і Фіттон обидва винні в цьому злочині. Елрінгтон Болл зауважує, що «яким би поганим не був характер Фіттона, він навряд чи міг бути гіршим, ніж у лорда Джерарда».